# Фернандо Х. Корбато
Фернандо Хозе „Корби“ Корбато (енгл. Fernando José „Corby“ Corbató; (Оукланд, 1. јул 1926 — Њуберипорт, 12. јул 2019) био је амерички научник, један од пионира у области развоја оперативних система који користе мултитаскинг и добитник Тјурингове награде.